# Kapituła Orderu Krzyża Niepodległości
Kapituła Orderu Krzyża Niepodległości – sześcioosobowy organ kolegialny stojący na straży honoru Orderu Krzyża Niepodległości, składający się z Kanclerza Orderu i pięciu członków Kapituły, powoływanych na pięcioletnie kadencje spośród Kawalerów Orderu przez Prezydenta RP. Najmłodsze gremium spośród wszystkich polskich kapituł orderów.
Kapituła wybiera ze swego grona Kanclerza Orderu i Sekretarza Kapituły. Kapituła Orderu działa na podstawie swojego statutu, zatwierdzonego przez Prezydenta. Członkami Kapituły mogą być tylko obywatele polscy.

## Prerogatywy
Kapituła ma prawo wyrażania opinii we wszystkich sprawach dotyczących orderu, a w szczególności:
- opiniuje wnioski o nadanie lub pozbawienie orderu, wniesione przez Prezesa Rady Ministrów przed ich przedstawieniem Prezydentowi,
- może wystąpić do Prezydenta z inicjatywą nadania orderu lub jego pozbawienia,
- zapoznaje się z projektami aktów normatywnych dotyczących orderu,
- może występować do organów uprawnionych o podjęcie inicjatywy ustawodawczej w sprawach dotyczących orderu[1].

Kapituła po rozpatrzeniu przedstawionych jej wniosków o nadanie lub pozbawienie orderu podejmuje uchwały:
- o pozytywnym zaopiniowaniu wniosku,
- stwierdzające, że przedstawiony wniosek nie uzasadnia nadania lub pozbawienia orderu lub że wniosek nie może zostać uwzględniony z powodu niezgodności z obowiązującymi przepisami prawa[1].

Kapituła może przed wydaniem ostatecznej opinii zwrócić się do wnioskodawcy o uzupełnienie wniosku. Kapituła może zaproponować nadanie innej niż proponowana klasy orderu.

## Skład
Prezydent Bronisław Komorowski 24 kwietnia 2013 wręczył nominacje powołanym do pierwszej Kapituły, w której skład weszli:
- Jerzy Józef Kruppé – Kanclerz Orderu, Kawaler OKN I Klasy (do końca kadencji 17 kwietnia 2018[4]),
- Anna Krystyna Reszuto – Zastępca Kanclerza Orderu, Dama OKN II Klasy (do końca kadencji 17 kwietnia 2018[4]),
- Andrzej Budziszewski – Sekretarz Kapituły, Kawaler OKN II Klasy (do końca kadencji 17 kwietnia 2018[4]),
- Bohdan Janusz Bzowski – członek Kapituły, Kawaler OKN II Klasy (do końca kadencji 17 kwietnia 2018[4]),
- Zbigniew Ryszard Gwiazda – członek Kapituły, Kawaler OKN II Klasy[3],
- Zbigniew Konstanty Tomankiewicz – członek Kapituły, Kawaler OKN II Klasy[3] (do śmierci 13 października 2014[5]),
- Henryk Linowski – członek Kapituły, Kawaler OKN II Klasy (od 24 marca 2015[6], do śmierci 7 czerwca 2017[7])

Do kolejnej Kapituły powołani zostali:
- Zygmunt Mieszczak – Kanclerz Orderu, Kawaler OKN II Klasy (powołany 5 listopada 2018[8][9]),
- Zbigniew Gwiazda – członek Kapituły, Kawaler OKN II Klasy (powołany po raz drugi[8][9], do śmierci 27 marca 2020[10]),
- Stefan Andrzej Łuczyński – członek Kapituły Orderu, Kawaler OKN II Klasy (powołany 5 listopada 2018)[8][9],
- Janusz Maria Kamocki – członek Kapituły, Kawaler OKN II Klasy (powołany 29 września 2017[9]).

Skład kapituły powołanej przez Andrzeja Dudę:
- Stefan Łuczyński ‑ członek Kapituły, powołany 5 listopada 2018 r. Kawaler Orderu Krzyża Niepodległości od dnia 13 stycznia 2017 r
- Maria Skawińska – członek Kapituły Orderu Krzyża Niepodległości, powołana 5 października 2021 r. Dama Orderu Krzyża Niepodległości od dnia 15 kwietnia 2015 r.
- oraz 4 wakaty[11].